# Григоришин, Николай Николаевич
Николай Николаевич Григоришин (рум. Nicolae Grigorișin; род. 5 сентября 1971, Бельцы, Молдавская ССР, СССР) — молдавский политический деятель, примар муниципия Бельцы с 4 июня 2018 по 1 ноября 2019 года (и. о. 15 февраля — 4 июня 2018) и с 24 декабря 2021 по 20 ноября 2023 года.

## Биография
В 1993—1995-х годах был начальником продовольственной и вещевой службы в/ч № 54856. В 1995—1997-х годах был начальником службы отдельного десантного штурмового батальона. С 1999-го по 2015-й год работал на туристической базе отдыха «Автомобилист», на Белгород-Днестровском курорте «Затока». В 2009-м году стал учредителем общественной организации «Пирамида». Гражданин Украины.
29 июня 2015 года был избран муниципальным советником от «Нашей партии». С 2015 года является учредителем футбольного клуба «Заря».
В октябре 2015 года был членом делегации муниципия Бельцы по подписанию договора о сотрудничестве между городами Санкт-Петербург и Бельцы.
8 февраля 2018 года был назначен вице-примаром Бельц после ухода в отставку Игоря Шеремета.
15 февраля 2018 года стал и.о. примара муниципия Бельцы после ухода в отставку Ренато Усатого.
20 мая по результатам внеочередных выборов в первом туре избран примаром муниципия Бельцы с 62 % голосов. Основной соперник — кандидат от Партии социалистов Республики Молдова Александр Усатый получил 20 % голосов.
С 14 ноября 2019 по 24 декабря 2021 года — вице-примар муниципия Бельцы.
С 24 декабря 2021 года по 20 ноября 2023 года вновь примар муниципия Бельцы вместо Ренато Усатого.